# Viremia
La viremia è la presenza di particelle virali nel sangue. Tale condizione è simile alla batteriemia.

## Tipologia
Si suddivide nella forma primaria e in quella secondaria: la primaria si riferisce alla diffusione iniziale del virus, mentre la secondaria è lo stato avanzato della prima forma, quando la viremia primaria ha già provocato l'infezione dei tessuti supplementari.

## Eziologia
Per quanto riguarda l'origine della viremia esiste la suddivisione tra forma attiva e passiva: nella forma attiva la viremia viene causata da una moltiplicazione di determinati virus, mentre nella forma passiva tale processo risulta assente.